# Kokartus honorarius
Kokartus è un genere estinto di anfibio lissanfibio, vissuto nel Giurassico medio, circa 167-165 milioni di anni fa (Batoniano), in Kirghizistan. L'animale potrebbe rappresentare uno dei più antichi urodeli conosciuti.

## Descrizione
In vita, Kokartus doveva assomigliare, morfologicamente, molto alle moderne salamandre talpa, eccezion fatta per il capo più largo e piatto. L'animale nel complessivo era lungo circa 20 centimetri. Il cranio era caratterizzato da narici esterne posizionate posteriormente, un vomere dotato di denti, così come lo pterigoide (quest'ultimo dotato di un processo anteriore fortemente arcuato) e una finestra internariale tra le premascelle. Si suppone, inoltre, che vi fosse un particolare tipo di inserzione del muscolo adduttore interno della mandibola lungo il margine laterale e la cresta ventrale dei frontali e dei parietali.
È possibile che Kokartus avesse anche uno stile di vita molto simile a quello delle moderne salamandre talpa, avendo uno stile di vita fossoro, abitando prevalentemente in tane sotterranee, sebbene manchino al suo scheletro alcune ossa e muscoli presenti nei suoi parenti moderni.

## Classificazione
Kokartus honorarius venne descritto per la prima volta nel 1988, sulla base di fossili ritrovati nella zona di Žalalabad in Kirghizistan. Questo animale è strettamente imparentato con un altro urodelo primitivo, Karaurus del Kazakistan, leggermente più recente. Si suppone che questi due urodeli arcaici (Karauridae) fossero forme neoteniche, derivate forse da forme triassiche poco note (Triassurus) o dagli antichi anfibamidi del Permiano, che insieme ai branchiosauridi sono considerati i più probabili antenati delle salamandre. L'istologia delle ossa dermiche di Kokartus ha mostrato che questo animale possedeva alcune caratteristiche simili a quelle degli antichi anfibi temnospondili e lepospondili e dei seymouriamorfi; le salamandre attuali hanno invece subito una semplificazione di queste ossa (Skutschas e Boitsova, 2016).